# Vilho Setälä
Vilho Suonio Setälä (Helsinki, 4 settembre 1892 – Espoo, 11 aprile 1985) è stato un giornalista, linguista, esperantista e fotografo finlandese.

## Biografia
I suoi genitori furono il consigliere di stato E. N. Setälä e la scrittrice Helmi Krohn. Setälä si laureò nel 1922 nel campo della fisica, della chimica e della matematica. A partire dal 1922 lavorò presso la casa editrice Otava: fra gli altri progetti, si occupò della stesura di un'enciclopedia del fai da te e di un manuale di fotografia.
Setälä apprese l'esperanto nel 1907, e si attivò nel movimento esperantista a partire dal 1911. Guidò numerosi corsi e conferenze pubbliche. Dal 1918 al 1922 divenne segretario dell'associazione esperantista finlandese (Esperanto-Asocio de Finnlando), e nel 1934 divenne membro del comitato dell'Associazione universale esperanto. Fu membro della Akademio de Esperanto. Diresse l'Esperanto-Instituto de Finnlando a partire dalla sua fondazione, avvenuta nel 1920, e fu segretario generale del 14º Congresso universale di esperanto, avvenuto nel 1922. Fu di nuovo presidente della Esperanto-Asocio de Finnlando dal 1955 al 1965.
In suo onore, il comune di Espoo ha ribattezzato Esperantotie (via dell'Esperanto) la strada ove si affacciava l'abitazione nella quale morì, nel quartiere di Iirislahti.
Pubblicò nel 1919 un vocabolario esperanto-finlandese che fu ripubblicato, riveduto e corretto, nel 1922 e nel 1934; l'opera fu la più importante nel suo genere fin dopo il 1945. Nel 1923 pubblicò un vocabolario finlandese-esperanto, il Plena vortaro Finna-Esperanta, con oltre trentaduemila voci, quasi il doppio rispetto al successivo vocabolario finlandese-esperanto, pubblicato da Joel Vilkki nel 1963 (circa 17000 voci).

## Opere (parziale)
- Enciklopedio de Esperanto